# Mercedes-Benz O303
Mercedes-Benz O303 – autobus dalekobieżny, wykorzystywany również jako autobus międzymiastowy i podmiejski, produkowany w latach 1974–1992 przez niemiecką firmę Mercedes-Benz.

## Historia modelu
W 1974 roku Mercedes-Benz O303 zastąpił model O302. Był to pierwszy autobus tej firmy, który wyposażono w silnik widlasty oraz od 1981 roku ABS. W 1982 roku przeprowadzono facelifting. Pojazd zyskał chromowane ozdobniki, a pas przedni zaczęto wykonywać w całości z tworzyw sztucznych. Pojazd oferowano w sześciu wariantach długości: od wersji klubowej z 9 rzędami siedzeń do wielkopojemnej, bardziej komfortowej 15-rzędowej. O wersji informuje symbol znajdujący się za nazwą modelu, np. 15 RHD. Konstrukcję zastąpiono w 1991 roku modelem O404, ale produkcję utrzymano jeszcze przez rok. Łącznie sprzedano ok. 38 000 sztuk modelu O303, co daje mu tytuł najlepiej sprzedawanego autobusu tego typu w historii.